# Zwergbärtlinge

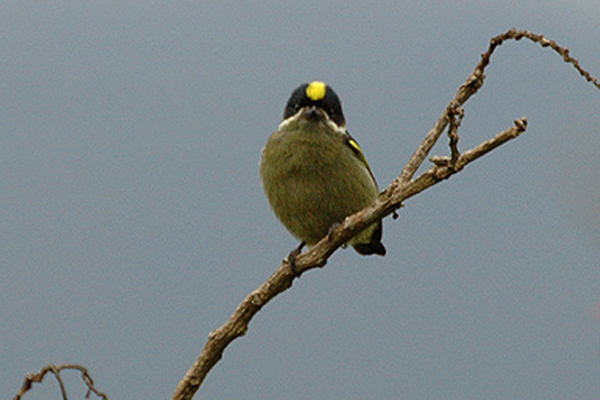
Gelbrücken-Bartvogel

Die Zwergbärtlinge (Pogoniulus), auch Zwergbartvögel genannt, sind eine Gattung innerhalb der Afrikanischen Bartvögel. Sie sind in Afrika beheimatet und haben teilweise sehr große Verbreitungsgebiete. Neun der Arten werden von der IUCN als nicht gefährdet (least concern) eingeordnet, bei der zehnten Art ist der Artstatus strittig: Die Beschreibung des Makawa-Bartvogels basiert auf dem Fund eines einzigen männlichen Individuums, das am 6. September 1964 in der Nähe des Flusses Mayau im Nordwesten Sambias gefangen wurde. Einige Ornithologen ziehen die Möglichkeit in Erwägung, dass es sich um ein sehr abweichend gefärbtes Individuum des Gelbbüschel-Zwergbärtlings handelt.

## Erscheinungsbild
Die Zwergbärtlinge zählen zu den kleinsten Bartvögeln. Sie haben Flügellängen von um die fünf Zentimeter, der Schwanz ist bei den meisten Arten sehr kurz und selten länger als drei Zentimeter. Die Schnäbel sind kräftig und vorne spitz zulaufend. Sie sind in der Regel zwischen 1 und 1,5 Zentimeter lang. Weibchen und Männchen haben ähnliche Körpermaße. Ein auffälliger Sexualdimorphismus ist nicht vorhanden. 
Die meisten Zwergbärtlinge weisen im Gesicht weiße Linien und einen auffällig gefärbten Bürzel auf. Der Flecken-Zwergbärtling zeigt keinen auffällig gefärbten Bürzel, die weiße Zeichnung im Gesicht fehlt ihm und dem Schlichtbartvogel.

## Verbreitungsgebiet
Zwergbärtlinge kommen in Afrika vor. Das nördlichste Verbreitungsgebiet hat der Gelbstirn-Bartvogel, der unter anderem im Südwesten Mauretaniens, im Tschad, in Sudan und Äthiopien vertreten ist. Das am weitesten nach Süden reichende Verbreitungsgebiet hat der Feuerstirn-Bartvogel, der bis in die südafrikanischen Provinzen Natal und Kapprovinz vorkommt. Eines der kleinsten und auffällig fragmentierten Verbreitungsgebiete hat der Gelbrücken-Bartvogel, der in drei Regionen Afrikas vorkommt. Er ist vom Osten Nigerias bis in den Südwesten und die Mitte Kameruns zu finden. Er lebt außerdem im Nordosten der Demokratischen Republik Kongo und dem angrenzenden Westen Ruandas und Südwesten Ugandas sowie im Môco-Hochland im Westen Angolas. Von Zwergbärtlingen wird außerdem die Insel Bioko im Golf von Guinea bewohnt. Der Gelbbüschel-Zwergbärtling, der ein ausgesprochen großes Verbreitungsgebiet hat, kommt auch auf Sansibar vor.

## Lebensweise
Zwergbärtlinge leben überwiegend von Früchten und fressen darüber hinaus auch Insekten. Diese werden von ihnen teilweise im Flug gefangen. Es sind Höhlenbrüter, die ihre Nisthöhlen in tote Bäume oder Äste hacken. 

## Arten
Die folgenden Arten gehören zur Gattung der Zwergbärtlinge:
- Rotbürzel-Bartvogel (Pogoniulus atroflavus)
- Gelbbüschel-Zwergbärtling oder Binden-Zwergbärtling (Pogoniulus bilineatus)
- Gelbstirn-Bartvogel oder Gelbstirn-Zwergbärtling (Pogoniulus chrysoconus)
- Gelbrücken-Bartvogel (Pogoniulus coryphaeus)
- Bergbartvogel (Pogoniulus leucomystax)
- Makawa-Bartvogel (Pogoniulus makawai)
- Feuerstirn-Bartvogel (Pogoniulus pusillus)
- Flecken-Zwergbärtling oder Schuppen-Zwergbärtling (Pogoniulus scolopaceus)
- Schlichtbartvogel (Pogoniulus simplex)
- Gelbkehl-Zwergbärtling (Pogoniulus subsulphureus)

## Belege